# El Reperpero
El Reperpero es un programa de televisión dominicano del género sexycomedia producido por Miguel Alcántara y emitido por Telecentro, y anteriormente por Telemicro Canal 5. Conducido por Adenz Naranjo y contando con las actuaciones de los humoristas Beba Rojas, Raffy Pérez, Juan Carlos Dávila y José Manuel Rodríguez, Daniel Luciano entre otros.

## Formato
Bajo la conducción de Beba Rojas, el programa muestra múltiples sketches, gags y chistes de humor negro y picante que hacen que los otros pierden los estribos. Haciendo sátiras y burlas de los matrimonios, los noviazgos, los sacerdotes y a la sociedad dominicana. El programa tiene un formato muy similar al programa venezolano ¡A que te ríes! de Venevision
Desde el 2 de septiembre del 2024, El Reperpero volvió al aire a través de la pantalla de Telecentro Canal 13, después de dos años fuera del aire debido a la gestión de René Brea, el cual confirmó en 2022 que el programa no iría más por el Canal 5.

## Elenco
- Beba Rojas
- Raffy Pérez
- Daniel Luciano
- Antinea Suárez
- Rafael Bobadilla (Guayubin)
- Luis "Moncho" Martínez
- José Manuel Rodríguez
- Juan Carlos Dávila
- Grey Lantigua
- William Phineda
- Jesús Rodríguez (Enano Machuca)
- Chanel Leguizamón
- Chantall Abreu
- Karina Pérez
- Lilibeth Ríos
- Roberkis Tiamar
- Ana Karina Millán
- Jean Paul Nicasio
- Yissel Payano
- Paco Vargas
- Jholy Paredes
- Steven Escorche
- Adenz Naranjo[1]